# Delphin (Schiff, 1975)
Die Delphin war ein Kreuzfahrtschiff, das Mitte der 1970er Jahre ursprünglich als Fährschiff konzipiert, gebaut und in Dienst gestellt wurde.

## Geschichte

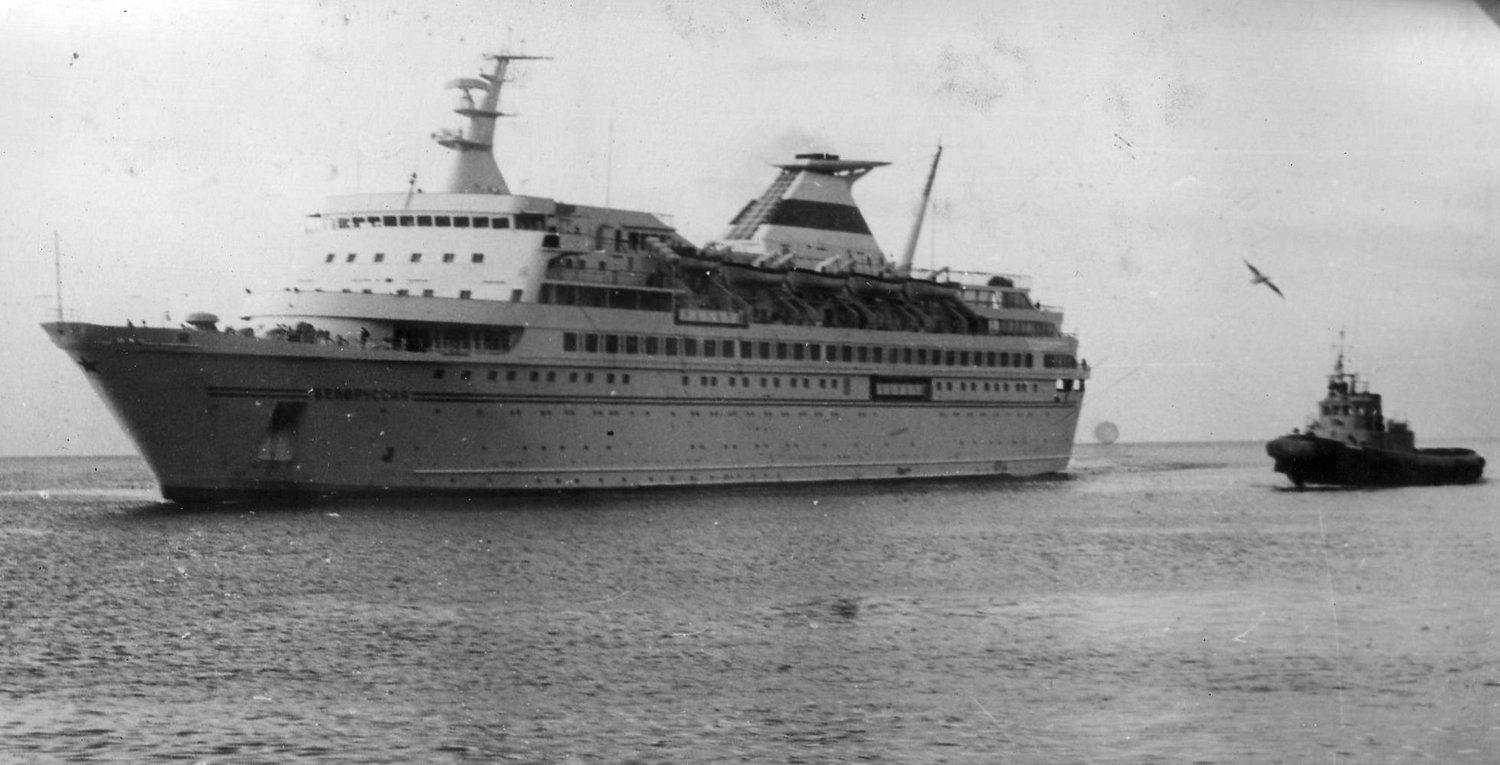
Die Belorussiya, etwa 1976

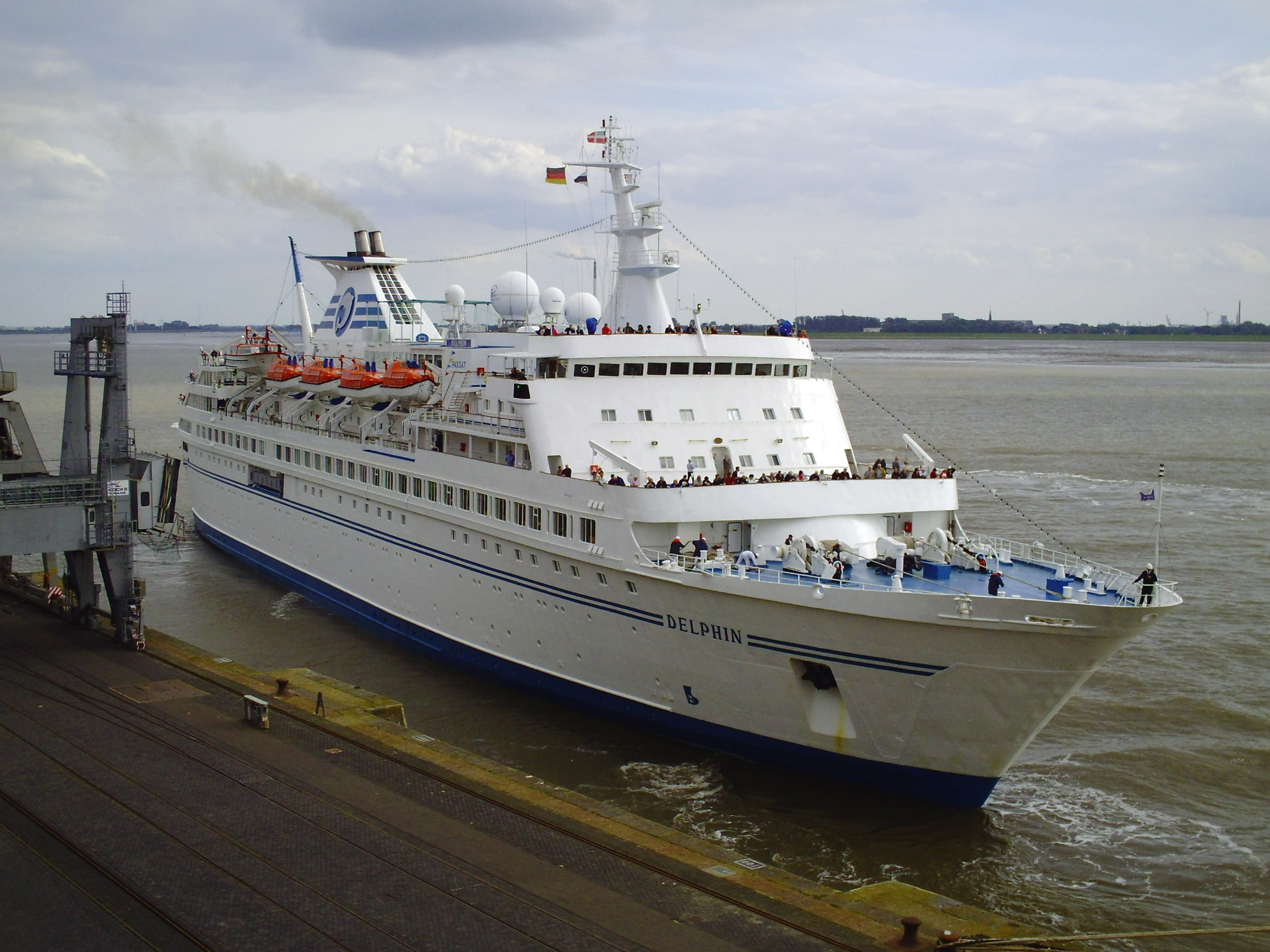
Die Delphin 2012 in Bremerhaven

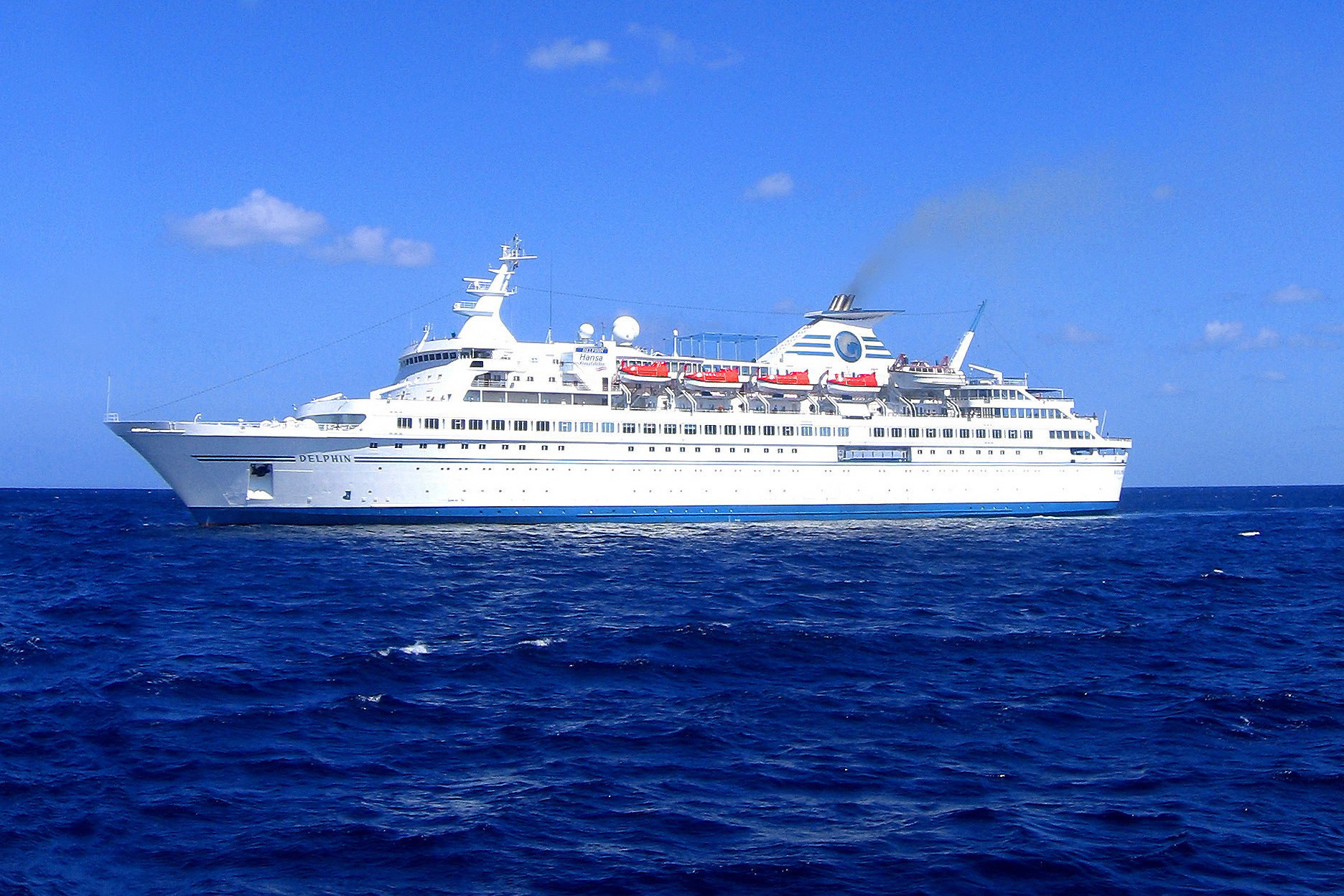
Die Delphin 2006 vor Mexiko

Das Schiff wurde als Fährschiff unter der Baunummer 1212 von Oy Wärtsilä Ab in Turku gebaut. Die Kiellegung fand am 1. Oktober 1973, der Stapellauf im Oktober 1974 statt. Die Fertigstellung erfolgte am 15. Januar 1975. Das Schiff kam als Belorussiya in Fahrt. Das Schiff wurde danach zweimal im größeren Rahmen umgebaut. Beim ersten Umbau, Anfang 1986, wurde die Fähre in ein Kreuzfahrtschiff umgewandelt. Der zweite Umbau fand Ende 1993 statt. Im selben Jahr erfolgte zudem die Umbenennung des Schiffes in Kazakhstan II.
Ab 1996 war das Schiff unter dem Namen Delphin unterwegs. Im Dezember 2011 kaufte das auf Mauritius ansässige Unternehmen Vishal Cruises Pvt Ltd. des indischen Investors Pradeep Agrawal das Schiff. Ab Ende März 2012 war es für den Hamburger Reiseveranstalter Passat Kreuzfahrten im Einsatz. Zukünftig sollte das Schiff langfristig auf dem indischen Markt eingesetzt werden. Von Januar bis August 2015 charterte die US-Marine das Schiff und setzte es bei der in der Nähe von Rijeka in Kroatien gelegenen Viktor-Lenac-Werft als Wohnschiff ein.
Ab Juni 2016 charterte der türkische Reiseveranstalter Etstur das Schiff und vermarktete es auf dem türkischen Markt. Ab Ende 2016 lag das Schiff wiederum bei der Viktor-Lenac-Werft; laut einem Bericht vom November 2018 schien die baldige Verschrottung nun „unausweichlich“. Ende 2017 war noch angekündigt worden, dass die argentinische Reederei Alteza Cruises das Schiff unter einem bis zum 30. April 2019 laufenden Chartervertrag einsetzen werde, dies kam jedoch nicht zustande.
2022 wurde das Schiff versteigert. Erwerber war BMS Gemi Donushum San, ein Abbruchunternehmen im türkischen Aliağa. Am 13. April 2022 verließ das Schiff Rijeka im Schlepp der Opal Richtung Aliağa, wo es am 22. April 2022 wurde es zur Verschrottung auf den Strand gesetzt wurde.

## Schwesterschiffe
Die Delphin hatte vier Schwesterschiffe: Die Gruziya (2022 in Gadani verschrottet), die Kareliya (2021 in Alang abgewrackt), die Kazakhstan (2011 in Alang verschrottet) und die Azerbaihzan (2020 zum Abbruch verkauft, jedoch zuvor auf Grund gelaufen).

## Technische Daten und Ausstattung
Die Delphin wurde von zwei Achtzehnzylinder-Viertakt-Dieselmotoren des Typs SEMT-Pielstick 18PC2-2V angetrieben. Die Motoren, die von Wärtsilä in Lizenz gebaut wurden, leisten bei einer Nenndrehzahl von 520/min jeweils 6.625 kW. Sie wirkten über Getriebe auf zwei Verstellpropeller und ermöglichten eine Geschwindigkeit von bis zu 21 kn. Das Schiff verfügte über ein Bugstrahlruder.
Für die Stromversorgung an Bord standen vier Generatoren, einer mit einer Scheinleistung von 2043 kVA und drei mit einer Scheinleistung von jeweils 1140 kVA sowie ein Notgenerator mit einer Scheinleistung von 435 kVA zur Verfügung.
Der Rumpf des Schiffes war eisverstärkt (Eisklasse E1).

## Trivia
Die letzte Folge der Krimiserie Einsatz in Hamburg mit dem Titel Mord an Bord wurde hauptsächlich auf der Delphin gedreht. Der ARD-Fernsehfilm Die lange Welle hinterm Kiel von 2011 entstand ebenfalls auf diesem Schiff.